# Élections législatives de 1881 dans le Var
Les élections législatives de 1881 ont eu lieu les 21 août et 4 septembre.

## Députés élus
|   | Circonscription | Député sortant  |  | Groupe parlementaire | Député élu      |  | Groupe parlementaire |
| - | --------------- | --------------- |  | -------------------- | --------------- |  | -------------------- |
| 1 | Brignoles       | Amaury Dréo     |  | Union républicaine   | Amaury Dréo     |  | Union républicaine   |
| 2 | Draguignan      | Paul Cotte      |  | Union républicaine   | Jules Roche     |  | Extrême gauche       |
| 3 | 1re de Toulon   | Augustin Daumas |  | Extrême gauche       | Augustin Daumas |  | Extrême gauche       |
| 4 | 2e de Toulon    | Vincent Allègre |  | Union républicaine   | Auguste Maurel  |  | Extrême gauche       |

## Résultats à l'échelle du département
| Partis         | Partis                | Premier tour | Premier tour | Sièges |
| Partis         | Partis                | Voix         | %            | Sièges |
| -------------- | --------------------- | ------------ | ------------ | ------ |
|                | Républicains radicaux | 34 691       | 75,62        | 4      |
|                | Républicains modérés  | 5 290        | 11,53        | 0      |
|                | Légitimistes          | 4 099        | 8,93         | 0      |
|                | Socialistes           | 1 590        | 3,47         | 0      |
|                | Divers                | 207          | 0,45         | 0      |
|                |                       |              |              |        |
| Inscrits       | Inscrits              | 83 331       | 100,00       | 4      |
| Votants        | Votants               | 46 860       | 56,23        |        |
| Abstentions    | Abstentions           | 36 471       | 43,77        |        |
| Blancs et nuls | Blancs et nuls        | 983          | 2,10         |        |
| Exprimés       | Exprimés              | 45 877       | 97,90        |        |

## Résultats par arrondissement

### Arrondissement de Brignoles
| Candidats      | Candidats      | Étiquette           | Premier tour | Premier tour |
| Candidats      | Candidats      | Étiquette           | Voix         | %            |
| -------------- | -------------- | ------------------- | ------------ | ------------ |
|                | Amaury Dréo    | Républicain radical | 9 401        | 69,64        |
|                | Barbès         | Légitimiste         | 4 099        | 30,36        |
|                |                |                     |              |              |
| Inscrits       | Inscrits       | Inscrits            | 20 445       | 100,00       |
| Votants        | Votants        | Votants             | 13 624       | 66,64        |
| Abstention     | Abstention     | Abstention          | 6 821        | 33,36        |
| Blancs et nuls | Blancs et nuls | Blancs et nuls      | 124          | 0,91         |
| Exprimés       | Exprimés       | Exprimés            | 13 500       | 99,09        |

### Arrondissement de Draguignan
| Candidats      | Candidats        | Étiquette           | Premier tour | Premier tour |
| Candidats      | Candidats        | Étiquette           | Voix         | %            |
| -------------- | ---------------- | ------------------- | ------------ | ------------ |
|                | Jules Roche      | Républicain radical | 7 072        | 53,73        |
|                | Félix Anglès     | Républicain modéré  | 3 387        | 25,73        |
|                | Ferdinand Bertin | Républicain radical | 2 704        | 20,54        |
|                |                  |                     |              |              |
| Inscrits       | Inscrits         | Inscrits            | 26 174       | 100,00       |
| Votants        | Votants          | Votants             | 13 553       | 51,78        |
| Abstention     | Abstention       | Abstention          | 12 621       | 48,22        |
| Blancs et nuls | Blancs et nuls   | Blancs et nuls      | 390          | 2,88         |
| Exprimés       | Exprimés         | Exprimés            | 13 163       | 97,12        |

### Arrondissement de Toulon

#### 1recirconscription
| Candidats      | Candidats       | Étiquette           | Premier tour | Premier tour |
| Candidats      | Candidats       | Étiquette           | Voix         | %            |
| -------------- | --------------- | ------------------- | ------------ | ------------ |
|                | Augustin Daumas | Républicain radical | 5 482        | 56,67        |
|                | Blache          | Républicain radical | 3 985        | 41,19        |
|                | Clappiers       | Divers              | 207          | 2,14         |
|                |                 |                     |              |              |
| Inscrits       | Inscrits        | Inscrits            | 16 621       | 100,00       |
| Votants        | Votants         | Votants             | 9 768        | 58,77        |
| Abstention     | Abstention      | Abstention          | 6 853        | 41,23        |
| Blancs et nuls | Blancs et nuls  | Blancs et nuls      | 94           | 0,96         |
| Exprimés       | Exprimés        | Exprimés            | 9 674        | 99,04        |

#### 2ecirconscription
| Candidats      | Candidats      | Étiquette           | Premier tour | Premier tour |
| Candidats      | Candidats      | Étiquette           | Voix         | %            |
| -------------- | -------------- | ------------------- | ------------ | ------------ |
|                | Auguste Maurel | Républicain radical | 5 840        | 61,22        |
|                | Heckel         | Républicain modéré  | 1 903        | 19,95        |
|                | Bouis          | Socialiste          | 1 590        | 16,67        |
|                | Decugis        | Républicain radical | 207          | 2,17         |
|                |                |                     |              |              |
| Inscrits       | Inscrits       | Inscrits            | 20 091       | 100,00       |
| Votants        | Votants        | Votants             | 9 915        | 49,35        |
| Abstention     | Abstention     | Abstention          | 10 176       | 50,65        |
| Blancs et nuls | Blancs et nuls | Blancs et nuls      | 375          | 3,78         |
| Exprimés       | Exprimés       | Exprimés            | 9 540        | 96,22        |